# Karte des Westlichen Russlands

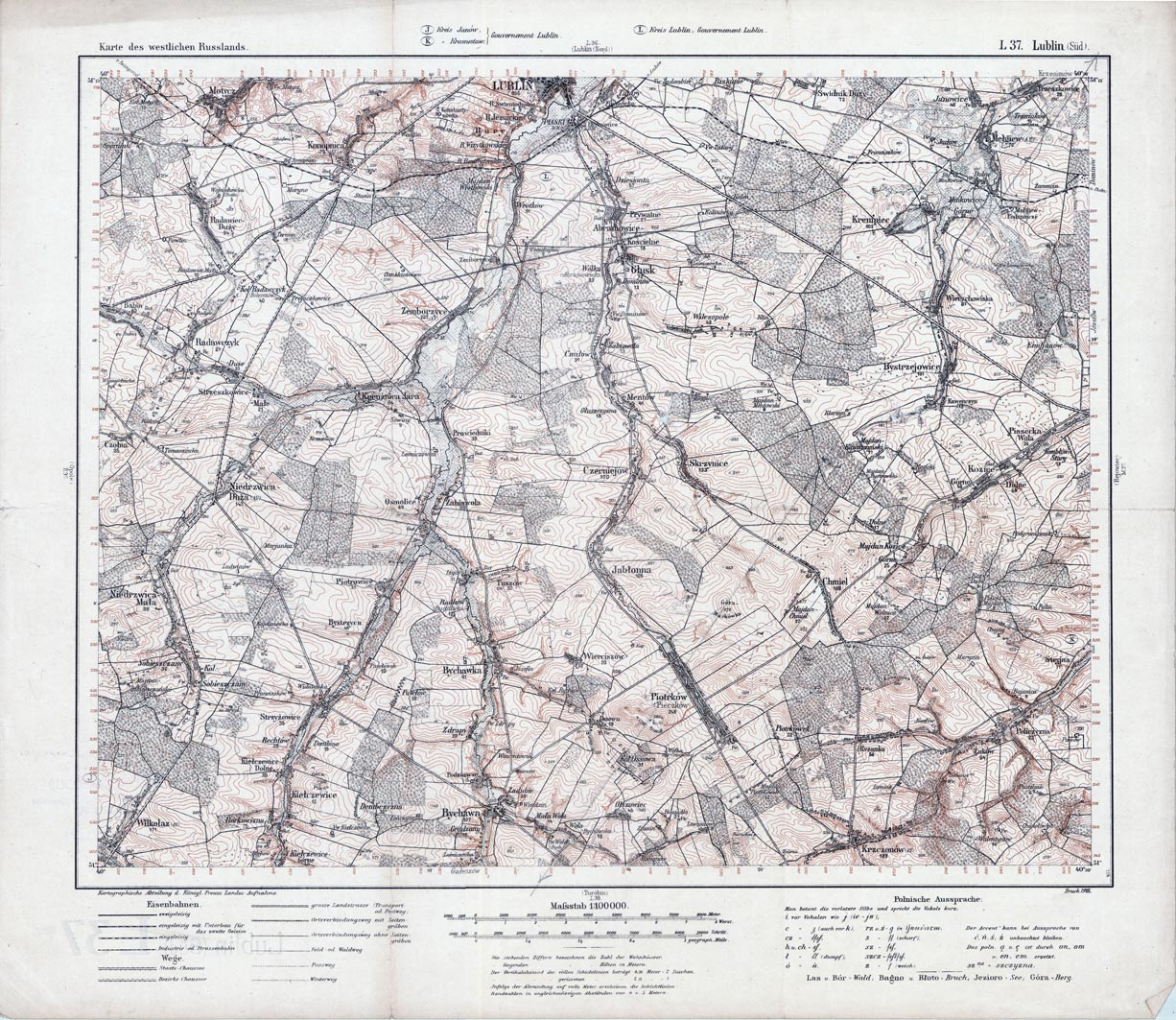
Przykładowa mapa z serii Karte des Westlichen Russlands, arkusz L37 Lublin (Sud) – z 1915 r.

Karte des westlichen Russlands (Mapa Rosji Zachodniej) – mapy w skali 1:100 000 wydawane od końca XIX wieku do ok. 1919 r. przez niemieckie wojskowe służby kartograficzne (Königlich Preußische Landesaufnahme).

## Historia
Jeszcze przed wybuchem I wojny światowej, Niemcy przygotowali materiał kartograficzny potrzebny dla ewentualnych operacji wojskowych na terenach zachodniej Rosji. Po wybuchu walk rozpoczęto na tej bazie wydruk map, wydając w sumie 467 arkuszy, które swoim zasięgiem obejmowały Królestwo Polskie, część Litwy, oraz ziemie zachodniej Białorusi i częściowo Ukrainy.

## Materiał podstawowy
Jako materiał podstawowy na bazie którego stworzono Karte des Westlichen Russlands wykorzystano rosyjskie mapy w skali 1:42 000, 1:84 000, austro-węgierskie mapy 1:75 000, oraz stare mapy Reymanna w skali 1:200 000.

## Charakterystyka
Każdy arkusz mapy obejmuje 15′ szerokości i 30′ długości geograficznej, tym samym zachowano jednolity podział terenu na arkusze, taki jak w mapach niemieckich i austriackich. Arkusze oznaczono od zachodu na wschód literami A do S (kolumny), a z północy na południe liczbami od 16 do 41 (Strefy) Na każdym arkuszu zamieszczono podziałkę liniową w kilometrach i wiorstach, czasem też w krokach i milach geograficznych. Nazwy miejscowości podano pisownią niemiecką w transkrypcji fonetycznej. Rzeźba terenu w warstwicach, dwubarwna (sytuacja – czarny, warstwice – brąz).
Dokładność odwzorowania terenu, na poszczególnych mapach, różni się w zależności od materiału podstawowego który wykorzystano. Najlepsze arkusze sporządzono na podstawie materiałów rosyjskich, nieco gorsze na bazie austriackich, natomiast najmniej dokładne są arkusze wydano na bazie map Reymanna (gruby, mało czytelny rysunek terenu przedstawiony metodą kreskową, tzw. szrafą)
Jako uzupełnienie, dla terenów znajdujących się dalej na wschód, Niemcy wydali także przedruk rosyjskich map trój-wiorstowych (1:126 000), ze zmienionym niemieckojęzycznym opisem, tzw. Russische Generalstabskarte

## Wykorzystanie
Mapy z serii Karte des Westlichen Russlands były podstawową mapą taktyczną w użyciu wojsk państw centralnych na terenie Królestwa Polskiego (z 467 wydanych arkuszy przeszło 260 pokrywało teren II Rzeczypospolitej). Po zakończeniu I wojny światowej mapy z tej serii wykorzystywane były w pierwszej połowie lat 20 w Wojsku Polskim, stając się zarazem podstawą dla opracowania własnych materiałów topograficznych.